# Dianajonesia amygdalum
Dianajonesia amygdalum is een rankpootkreeftensoort uit de familie van de Poecilasmatidae. De wetenschappelijke naam van de soort werd als Poecilasma amygdalum in 1894 gepubliceerd door Per Olof Christopher Aurivillius. "Amygdalum" is een Latijns zelfstandig naamwoord, en betekent amandelpit.